# Nicolaas Pierson
Nicolaas Gerard Pierson, född 7 februari 1839 i Amsterdam, död 24 december 1909 i Heemstede, var en nederländsk nationalekonom och politiker; bror till Allard Pierson.
Pierson ägnade sig tidigt åt köpmannabanan och etablerade sig vid 22 års ålder som affärsman i Amsterdam, blev 1865 direktör för en nederländsk-surinamsk bank, hade dessförinnan publicerat ett arbete om De Nederlandsche Bank och inträdde 1868 i direktionen för denna riksbank.
På grund av sitt nationalekonomiska författarskap utnämndes Pierson 1875 till juris hedersdoktor vid universitetet i Leiden; 1877 blev han professor vid Universiteit van Amsterdam, tillträdde 1885 huvuddirektörskapet för De Nederlandsche Bank, ingick 1891 som finansminister i det liberala Tienhoven-kabinettet och var 1897–1901 premiär- och finansminister i Pierson-kabinettet.
Inom den nationalekonomiska litteraturen vann Pierson ett mycket bemärkt rum genom sina läroböcker Grundbeginselen der staathuishoudkunde (två band, 1875–76, femte upplagan 1905) och framför allt Leerboek der staathuishoudkunde (två band, andra upplagan 1896–1902), som översattes till italienska och engelska.
Piersons förtjänster som nationalekonomisk författare ligger ej så mycket i originella synpunkter som i den klara framställningen, mättad med frukterna av en ovanligt vidsträckt beläsenhet och levandegjord av ett i det praktiska livet utvecklat realitetssinne. Hans metod var företrädesvis den deduktiva, och till sin teoretiska ställning var han den klassiske nationalekonomen, som helt och hållet omfattat den psykologiska skolans marginalnytteuppfattning i värdeläran och Eugen von Böhm-Bawerks agioteori rörande kapitalräntan.
I skatteteoretiskt hänseende utgick han från bärkraftsprincipen, och på hans förslag infördes i Nederländerna en i viss mån progressiv inkomst- och förmögenhetsskatt. Med sin utpräglade frihandelsståndpunkt och sin avgjort malthusianska ställning i befolkningsfrågan förenade han en positivt socialpolitisk hållning. Han var ledamot av olika lärda sällskap och hedersdoktor vid universitetet i Cambridge.